# Marcos Galvão (diplomata)
Marcos Bezerra Abbott Galvão OMM (Nova Iorque, 14 de janeiro de 1959) é um diplomata brasileiro, atualmente serve como Embaixador do Brasil para a China, em Pequim. De 22 de fevereiro de 2017 a 7 de março de 2017 ocupou, interinamente, o cargo de ministro das relações exteriores.

## Biografia
Tetraneto de Jonathas Abbott por parte de seu pai, Fernando Abbott Galvão, nasceu em 1959, se formou em 1980 pelo Instituto Rio Branco, a academia diplomática brasileira, e concluiu mestrado em Relações Internacionais pela American University em Washington D.C., nos Estados Unidos. Entrou na carreira diplomática, como terceiro secretário, em 2 de setembro de 1980.
No Ministério das Relações Exteriores, passou por diversos cargos, tal como assessor do secretário-geral (1982-1984) e de subchefe de Gabinete e porta-voz do ministro (1998-2001). Em outras agências governamentais, foi adjunto da Assessoria Diplomática da Presidência da República (1990-1992), assessor do ministro da Fazenda (1994), chefe de gabinete do ministro do Meio Ambiente (1993-1994) e do ministro da Fazenda (2005-2007). Foi secretário de Assuntos Internacionais do Ministério da Fazenda e negociador principal pelo Ministério da Fazenda no processo do G-20 (2008-2010). Foi empossado como secretário-geral das Relações Exteriores em 25 de maio de 2016., cargo que exerceu até 31 de dezembro de 2018. 
No exterior, serviu na Missão do Brasil junto à Organização dos Estados Americanos, em Washington D.C., nos EUA (1984-1987), na Embaixada em Assunção, Paraguai (1987-1989), na Embaixada em Londres, Reino Unido (1995-1998) e  na Embaixada em Washington D.C., EUA (2001-2005), onde foi ministro-conselheiro e encarregado de negócios. De janeiro de 2011 a outubro de 2013, foi embaixador do Brasil no Japão e, logo em seguida, representante permanente do Brasil junto à OMC e a outras organizações econômicas em Genebra (2013-2016). De fevereiro de 2019 a julho de 2022  foi  embaixador do Brasil junto à União Europeia. Desde 16 de agosto de 2022, é embaixador do Brasil junto à China.
Ministrou diversos cursos no Instituto Rio Branco, por exemplo Linguagem Diplomática e Política Externa Brasileira. Em 2000, Abbott foi admitido pelo presidente Fernando Henrique Cardoso à Ordem do Mérito Militar no grau de Oficial especial.